# Tetraopes quinquemaculatus
Tetraopes quinquemaculatus är en skalbaggsart som beskrevs av Samuel Stehman Haldeman 1847. Tetraopes quinquemaculatus ingår i släktet Tetraopes och familjen långhorningar. Inga underarter finns listade i Catalogue of Life.